# Велизар Пеев-син
 Тази статия е за българския предприемач.  За неговия баща вижте Велизар Пеев.  
Инж. Велизар Велизаров Пеев е български предприемач и общественик, наследник и ръководител на „Шоколадова фабрика Велизар Пеев“ която е първата на Балканите.
Роден е на 25 март 1891 година в София в семейството на Велизар Пеев, офицер от артилерията, който няколко години по-късно се уволнява от армията и се заема с търговска дейност. Завършва машинно инженерство и след смъртта на баща си през 1927 година ръководи семейните шоколадови фабрики в София и Своге. През 30-те години Пеев е поддръжник и важен спонсор на няколко крайнодесни организации – Съюз „Българска родна защита“, а след това последователно и Национална задруга - фашисти и Народно социално движение.
След Деветосептемврийския преврат от 1944 година се опитва да сътрудничи на комунистическия режим, но фабриките му са отнети във вълната от национализации в края на 40-те години. Участва като свидетел за подсъдимите Сергей Калянджиев и ген. Константин Бекяров, съдени от Десети състав на „Народния съд“ в София през 1945 г.
Велизар Пеев умира на 10 септември 1949 година в София.